# Gamba flygplats
Gamba flygplats är en flygplats vid orten Gamba i Gabon. Den ligger i provinsen Ogooué-Maritime, i den sydvästra delen av landet, 300 km söder om huvudstaden Libreville. Gamba flygplats ligger 9 meter över havet. Den drivs av Shell. IATA-koden är GAX  och ICAO-koden FO17.